# Sanguisorba filiformis
Sanguisorba filiformis là loài thực vật có hoa trong họ Hoa hồng. Loài này được (Hook. f.) Hand.-Mazz. miêu tả khoa học đầu tiên năm 1933.